# Rete autobus di Stoccarda
La rete degli autobus di Stoccarda (in tedesco: Busnetz Stuttgart) copre l'intera area della città di Stoccarda estendendosi fino alle città confinanti con numerose linee urbane e suburbane e costituisce la più estesa rete di trasporti urbani di Stoccarda.

## Storia
La rete degli autobus entrò in servizio nel 1926 gestita dalla SSB, che all'epoca operava anche la rete tranviaria. Nei decenni a seguire vennero collegate anche le città confinanti. Dopo la seconda guerra mondiale, il traffico di autobus iniziò a crescere rapidamente per via dello scarso accesso di molti distretti ad altri mezzi di trasporto pubblico. Dal 1951, gli autobus vengono verniciati di giallo e di nero, i colori ufficiali della città di Stoccarda.

## Rete
Le linee normali (indicate semplicemente come Bus) rappresentano la maggior parte della rete. Il traffico è affiancato da numerosi autobus turistici e le linee extraurbane.
Le linee RELEX forniscono collegamenti veloci tra alcune città confinanti all'aeroporto e all'università.
Le linee notturne sostituiscono le linee della Stadtbahn durante la notte.

## Galleria d'immagini

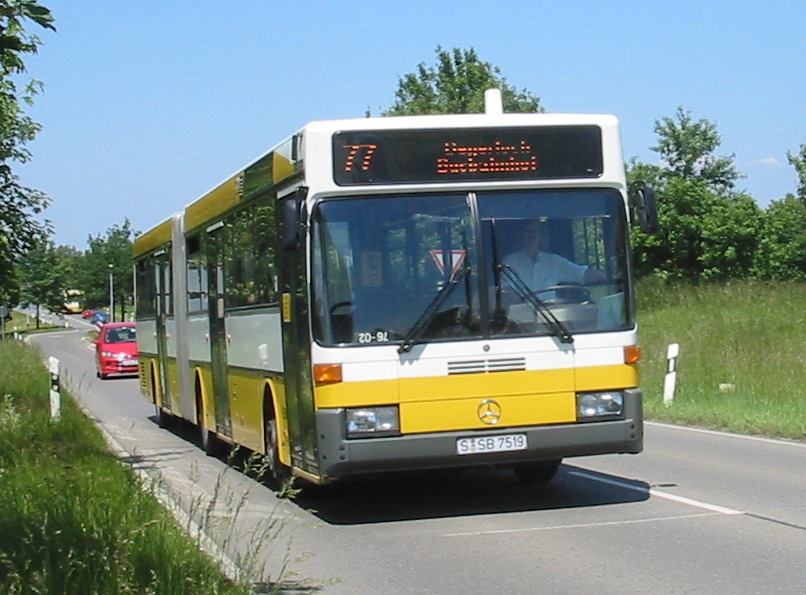
Vecchio autobus Mercedes
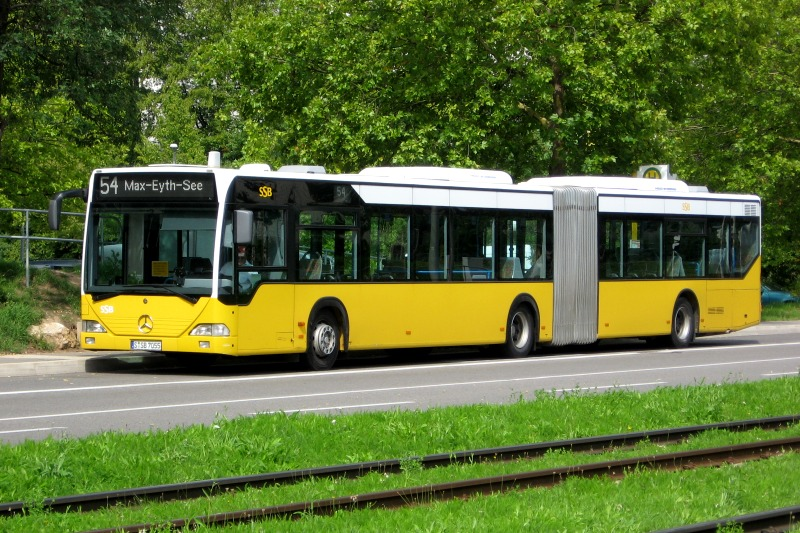
Modello Citaro G
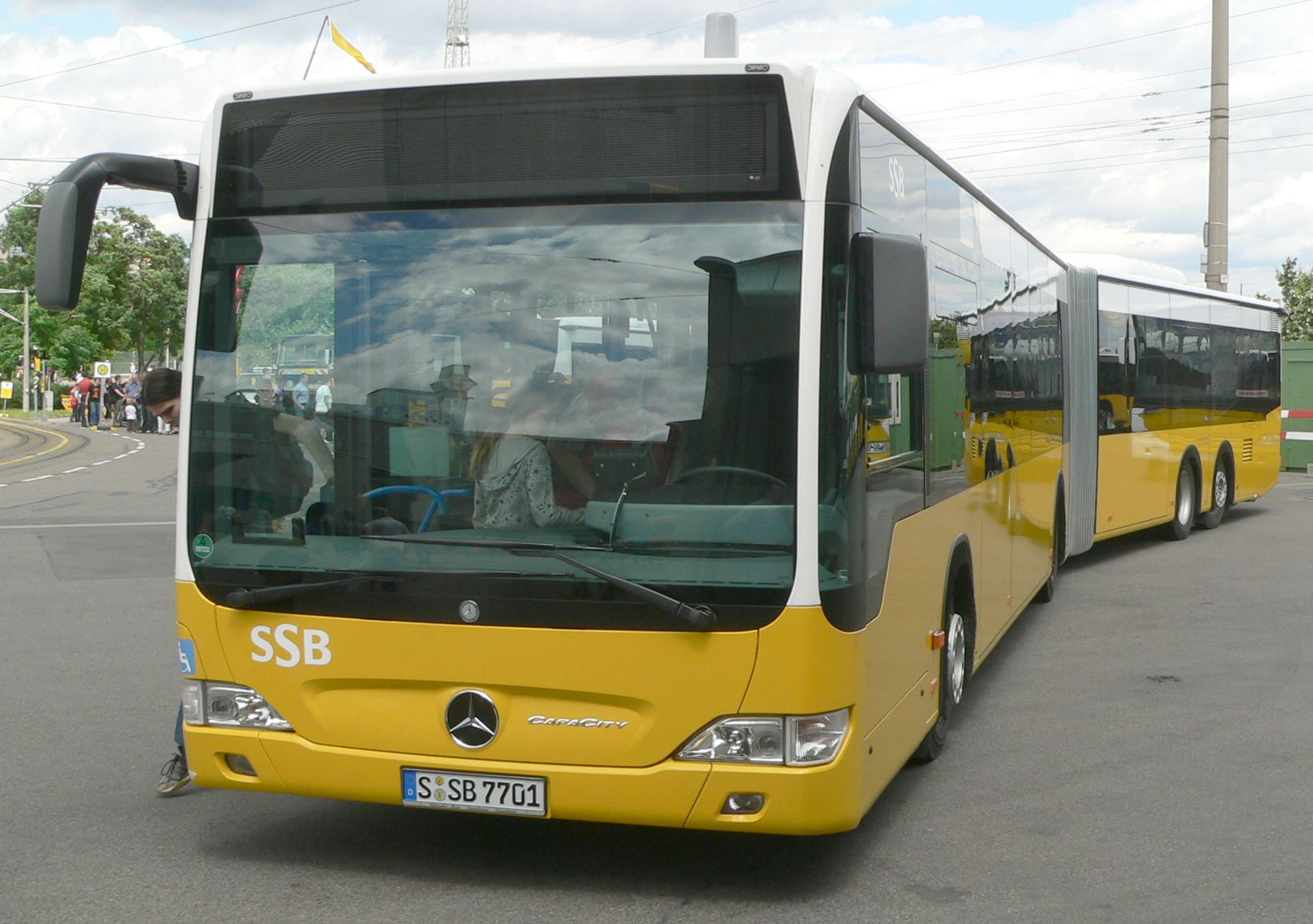
Modello CapaCity
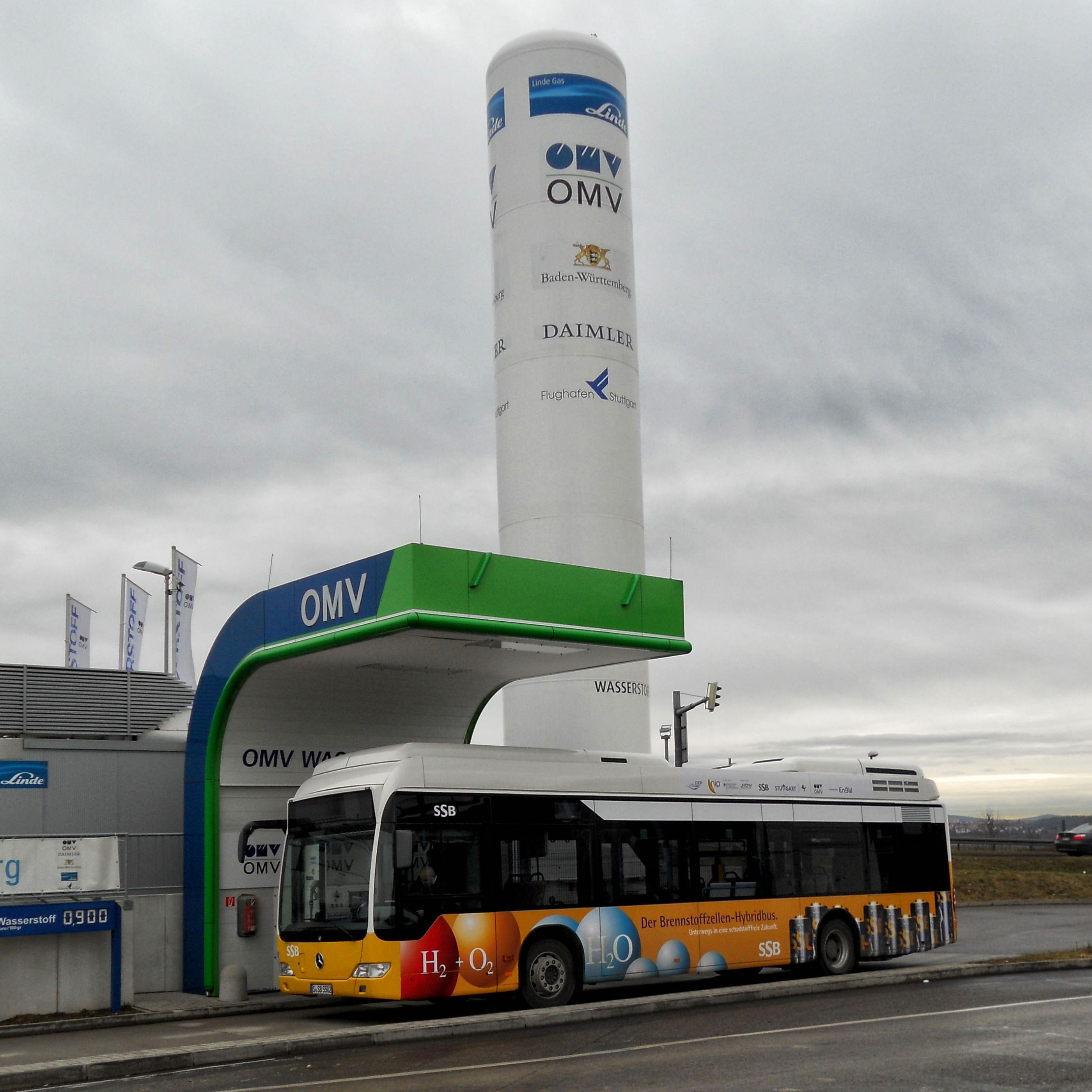
Autobus alimentato da pila a combustibile